# Модильяни, Амедео
Амеде́о (Иеди́дия) Клеме́нте Модилья́ни (итал. Amedeo Clemente Modigliani [ameˈdɛːo modiʎˈʎaːni]; 12 июля 1884, Ливорно, Королевство Италия — 24 января 1920, Париж, Третья французская республика) — итальянский художник и скульптор, один из самых известных художников начала XX века, представитель экспрессионизма.

## Общая характеристика
Модильяни вырос в Италии, где изучал античное искусство и творчество мастеров эпохи Возрождения. В 1906 году переехал в Париж, где познакомился с такими художниками, как Пабло Пикассо и Константин Брынкуши, оказавшими большое влияние на его творчество. Модильяни обладал слабым здоровьем. Часто страдал заболеваниями лёгких. Умер в возрасте 35 лет от туберкулёзного менингита.
Наследие Модильяни составляют картины и эскизы. С 1909 по 1914 годы занимался в основном скульптурой. Как на полотнах, так и в скульптуре, основным мотивом Модильяни являлся человек. Сохранилось несколько пейзажей; натюрморты и картины жанрового характера не интересовали художника. Часто Модильяни обращался к произведениям мастеров Ренессанса, а также к популярному в то время африканскому искусству. Творчество Модильяни нельзя отнести ни к одному из художественных направлений того времени. Исследователи рассматривают творчество Модильяни отдельно от основных течений того времени. При жизни работы Модильяни не имели успеха и стали популярными лишь после смерти художника: на двух аукционах «Сотбис» в 2010 году две картины Модильяни были проданы за 60,6 и 68,9 млн долларов США, а в 2015 году «Лежащая обнажённая» была продана на аукционе «Кристис» за 170,4 млн долларов США. В  мае 2018 года картина художника «Лежащая обнажённая (на левом боку)» была продана на аукционе «Сотбис» в Нью-Йорке за рекордную (для «Сотбис») цену 157,2 миллиона долларов; предыдущий владелец картины приобрёл её на аукционе «Кристис» в 2003 году за 26,9 миллиона долларов.

## Биография

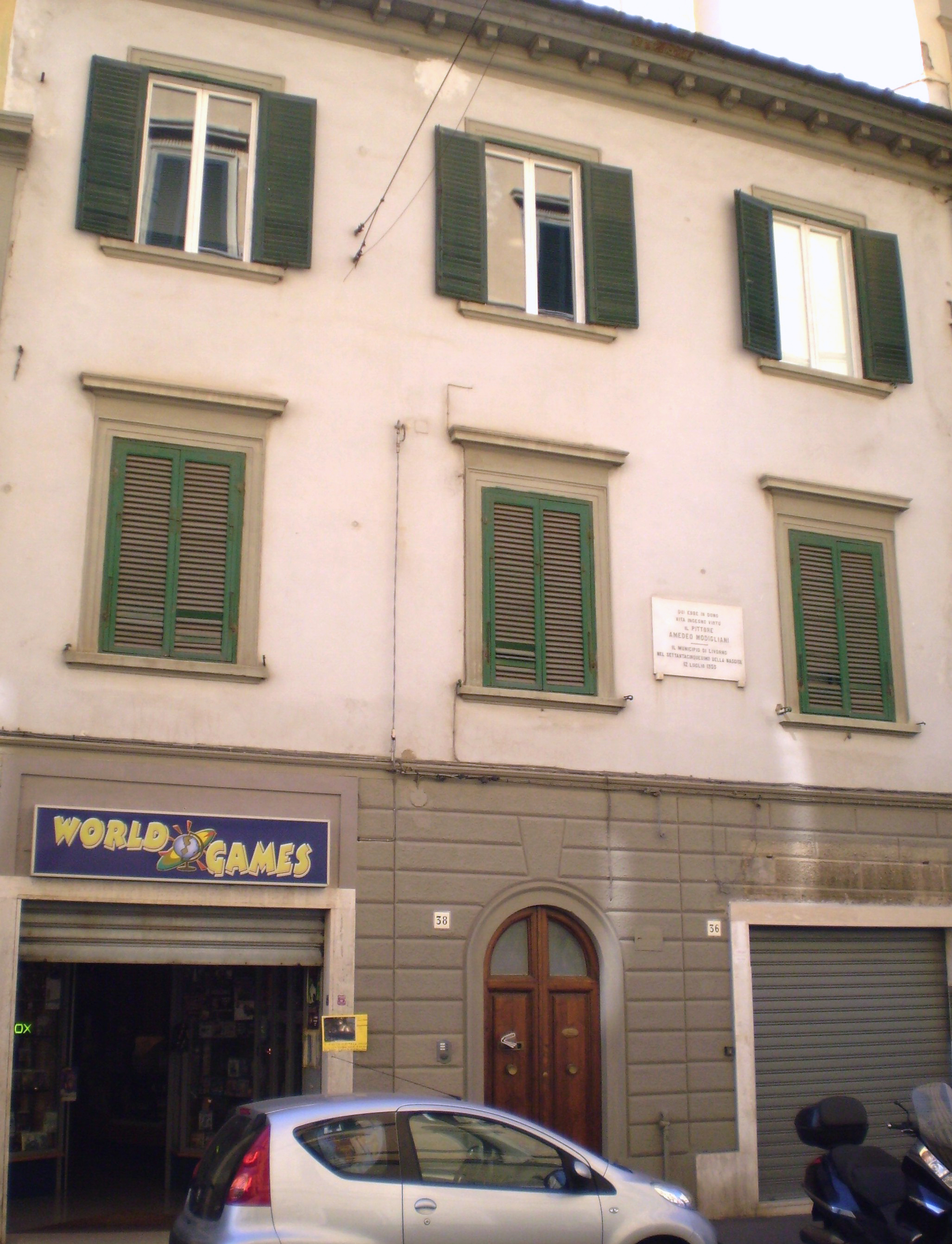
Дом в Ливорно, в котором родился Модильяни

### Детство
Амедео (Иедидия) Модильяни родился в семье евреев-сефардов Фламинио Модильяни и Евгении Гарсен в Ливорно (Тоскана, Италия). Он был самым младшим из четверых детей. Его старший брат, Джузеппе Эмануэле Модильяни (1872—1947, семейное имя Мено), — впоследствии известный итальянский политик-антифашист. Прадед его матери, Соломон Гарсен, и его жена Реджина Спиноза поселились в Ливорно ещё в XVIII веке (однако их сын Джузеппе в 1835 году переехал в Марсель); семья отца перебралась в Ливорно из Рима в середине XIX века (сам отец родился в Риме в 1840 году). Фламинио Модильяни (сын Эмануэле Модильяни и Олимпии Делла Рокка) был горным инженером, руководил угольными шахтами в Сардинии и управлял почти тридцатью акрами лесных угодий, которыми владела его семья.
Ко времени появления на свет Амедео (семейное имя Дедо) дела семьи (торговля дровами и углём) пришли в упадок; матери, в 1855 году родившейся и выросшей в Марселе, приходилось зарабатывать на жизнь преподаванием французского языка и переводами, в том числе произведений Габриеле д’Аннунцио. В 1886 году в доме Модильяни поселился его дед — обедневший и перебравшийся к дочери из Марселя Исаако Гарсен, который до своей смерти в 1894 году серьёзно занимался воспитанием внуков. В доме также жила его тётя Габриэла Гарсен (впоследствии покончившая жизнь самоубийством) и таким образом Амедео с детства был погружён во французскую речь, что позже облегчило ему интеграцию в Париже. Считается, что именно романтическая натура матери оказала огромное влияние на мировоззрение юного Модильяни. Её дневник, который она начала вести вскоре после рождения Амедео, является одним из немногих документальных источников о жизни художника.
В 1895 году в возрасте 11 лет Модильяни заболел плевритом, в 1898 году — брюшным тифом, который в то время представлял серьёзную угрозу для жизни. Это стало поворотной точкой в его жизни. По рассказам его матери, лёжа в лихорадочном бреду, Модильяни бредил шедеврами итальянских мастеров, а также распознал своё предназначение в качестве художника. После выздоровления родители позволили Амедео бросить школу, чтобы тот мог начать брать уроки рисования и живописи в ливорнской Академии искусств.

### Учёба в Италии
В 1898 году Модильяни начал посещать в Ливорно частную художественную студию Гульельмо Микели. В свои 14 лет он был младшим из учеников в своём классе. Помимо уроков в студии с сильной ориентацией на импрессионизм, в ателье Джино Ромити Модильяни учился изображать обнажённую натуру. К 1900 году здоровье юного Модильяни ухудшилось, вдобавок он заболел туберкулёзом и вынужден был вместе со своей матерью провести зиму 1900—1901 годов в Неаполе, Риме и на Капри. Из своего путешествия Модильяни написал пять писем своему другу Оскару Гилья, из которых можно узнать об отношении Модильяни к Риму.
Весной 1901 года Модильяни последовал за Оскаром Гилья во Флоренцию — они дружили несмотря на девятилетнюю разницу в возрасте. После проведённой в Риме зимы весной 1902 года Модильяни поступил в Свободную школу живописи обнаженной натуры (Scuola libera di Nudo) во Флоренции, где обучался мастерству у Джованни Фаттори. Именно в тот период он начал посещать флорентийские музеи и церкви, изучать восхищавшее его искусство Возрождения.
Через год, в 1903, Модильяни вновь последовал за другом Оскаром, в этот раз в Венецию, где остался до переезда в Париж. В марте он поступил в венецианский Институт изящных искусств (Istituto di Belle Arti di Venezia), продолжая при этом изучение работ старых мастеров. На Венецианских биеннале 1903 и 1905 годов Модильяни познакомился с работами французских импрессионистов — скульптурами Родена и примерами символизма. Считается, что именно в Венеции он пристрастился к гашишу и начал принимать участие в спиритических сеансах.

### Париж
В начале 1906 года, с небольшой суммой денег, которую смогла собрать для него мать, Модильяни переехал в Париж, о котором мечтал уже несколько лет, так как надеялся найти понимание и стимул к творчеству в среде парижских художников. В начале XX века Париж являлся центром мирового искусства, молодые неизвестные художники быстро становились знаменитыми, открывались всё более авангардные направления живописи. Первые месяцы Модильяни проводил в парижских музеях и церквях, знакомился с живописью и скульптурой в залах Лувра, а также с представителями современного искусства. Поначалу Модильяни жил в комфортабельном отеле на правом берегу, так как считал его соответствующим своему социальному положению, однако вскоре снял небольшую студию на Монмартре и начал посещать занятия в Академии Коларосси. В то же время Модильяни познакомился с Морисом Утрилло, с которым они остались друзьями на всю жизнь. Тогда же Модильяни ближе сошёлся с поэтом Максом Жакобом, которого затем неоднократно рисовал, и Пабло Пикассо, проживавшим поблизости от него в Бато-Лавуар. Несмотря на своё неважное здоровье, Модильяни принимал активное участие в шумной жизни Монмартра. Одним из первых его парижских друзей стал немецкий художник Людвиг Майднер, который его назвал «последним представителем богемы»:

«Наш Модильяни, или Моди, как его называют, был типичным и вместе с тем очень талантливым представителем богемного Монмартра; скорее даже он был последним истинным представителем богемы».

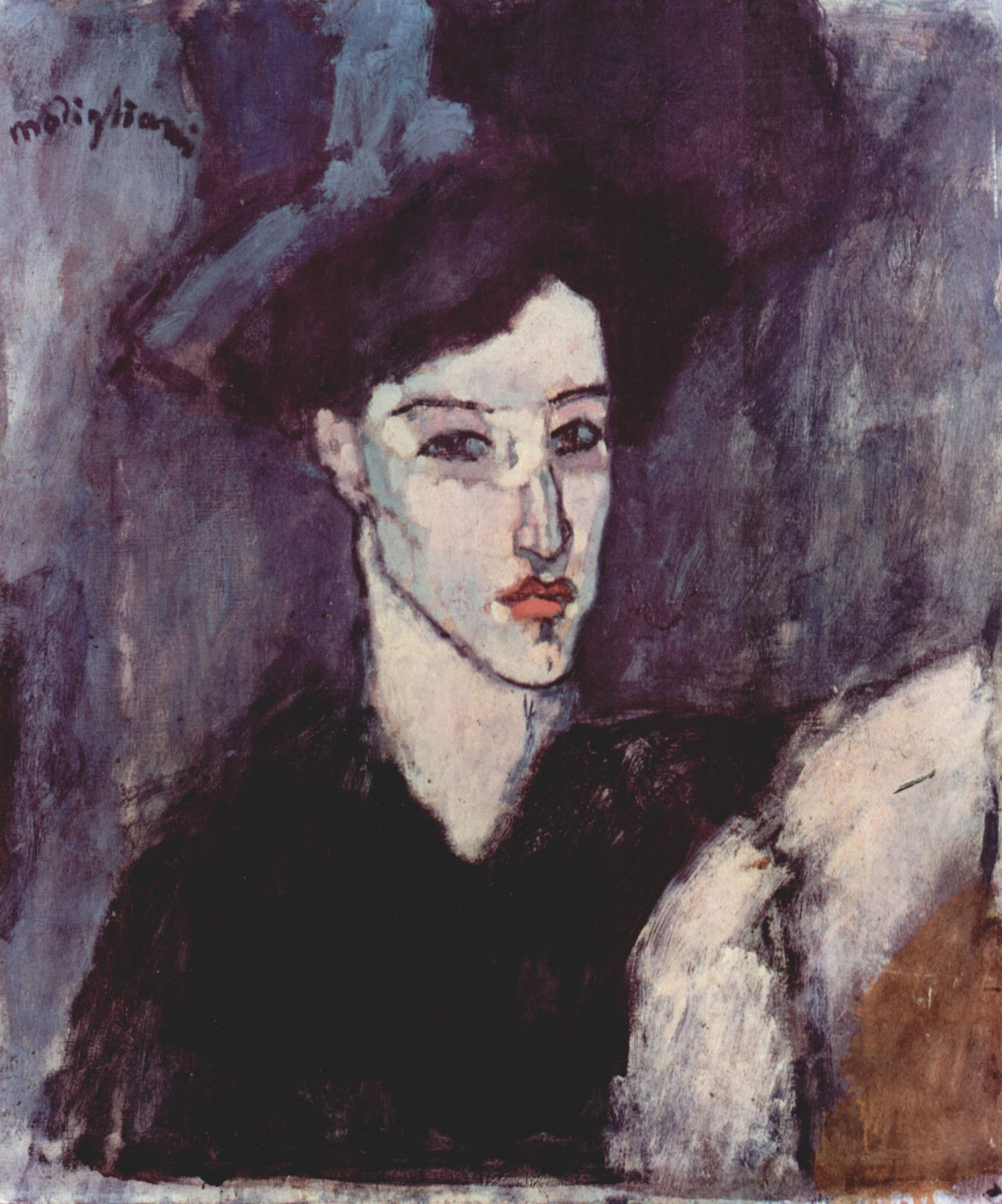
«Еврейка», 1908 год

Во время проживания в Париже Модильяни испытывал большие финансовые трудности: хотя его мать регулярно посылала ему деньги, их не хватало для выживания в Париже. Художнику приходилось часто менять квартиры. Иногда он даже оставлял свои произведения в квартирах, когда был вынужден уходить из очередного пристанища, так как не мог оплатить квартиру.
Весной 1907 года Модильяни поселился в особняке, который сдавал молодым художникам доктор Поль Александр. Молодой врач стал первым покровителем Модильяни, их дружба продлилась семь лет. Александр покупал рисунки и картины Модильяни (в его коллекции оказались 25 живописных и 450 графических работ), а также организовывал для него заказы на портреты. В 1907 году несколько работ Модильяни были выставлены в Осеннем салоне, в последующем году по настоянию Поля Александра он выставил пять своих работ в Салоне Независимых, среди них портрет «Еврейка». Работы Модильяни остались без внимания публики, поскольку не относились к модному тогда направлению кубизм, который возник в 1907 году и чьими основоположниками являются Пабло Пикассо и Жорж Брак. Весной 1909 года через Александра Модильяни получает первый заказ и пишет портрет «Амазонка».

### Скульптура

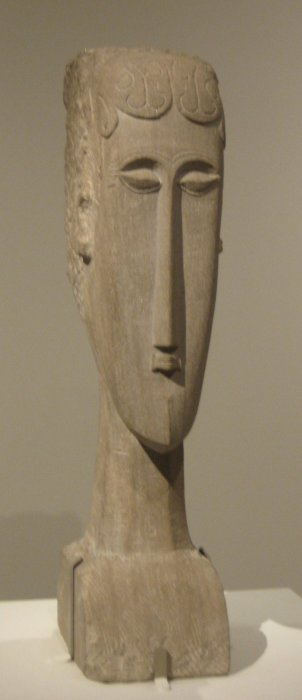
1912 год

В апреле 1909 года Модильяни переехал в ателье на Монпарнасе. Через своего покровителя он познакомился с румынским скульптором Константином Брынкуши, который впоследствии оказал на Амедео огромное влияние. Некоторое время Модильяни отдавал предпочтение занятиям скульптурой перед рисованием. Говорили даже, что для своих скульптур Модильяни крал каменные блоки и деревянные шпалы со строительных площадок возводимого в то время метро. Сам художник никогда не озадачивался отрицанием слухов и измышлений на свой счёт. Существуют несколько версий, почему Модильяни сменил сферу деятельности. По одной из них, художник давно мечтал заняться скульптурой, но не имел технических возможностей, которые стали ему доступны лишь после переезда в новое ателье. По другой, Модильяни захотел испробовать свои силы в скульптуре из-за неудачи его картин на выставках.
Весной 1910 года Модильяни познакомился с молодой русской поэтессой Анной Ахматовой (Анна была на пять лет моложе Амедео). Их страстное романтическое увлечение друг другом продлилось до августа 1911 года, после чего они больше не виделись. Ахматова увезла в Россию 16 своих портретов.
В 1911 Модильяни выставил каменные скульптуры голов («столпы нежности») в ателье португальского художника Амадео де Соуза-Кордосу. Тогда у него возникла идея создания «храма Красоты», для которого он разработал мотив кариатид. В 1912 году Модильяни выставил в Осеннем салоне семь скульптурных голов, некоторые из них были даже куплены. Там же он познакомился со скульпторами Джейкобом Эпстайном и Жаком Липшицем. Весну 1913 года Модильяни провёл в Ливорно, где поселился неподалёку от карьера. Из его писем Полю Александру следует, что в Ливорно он работал с мрамором и отправлял готовые скульптуры в Париж, однако ни одна мраморная скульптура не сохранилась. В том же году Модильяни возвратился к живописи. Одной из причин могло стать плохое здоровье — диагностированный в детстве туберкулёз.

### Возвращение к живописи и Первая мировая война

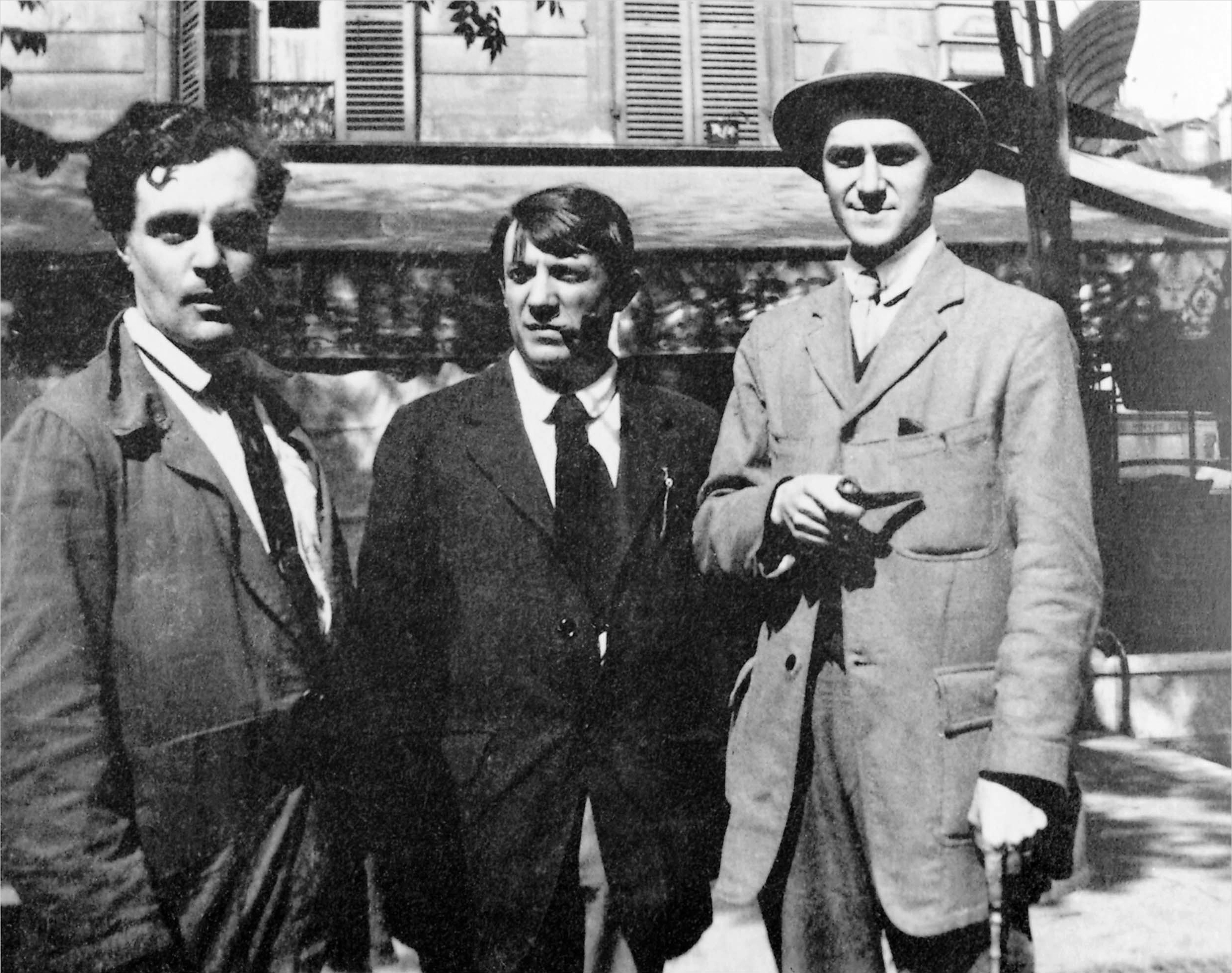
Модильяни, Пикассо и Андре Сальмон у входа в «Ротонду». 1916 год

В 1914 году разразилась Первая мировая война. Модильяни, вопреки его желанию, не взяли на военную службу ввиду плохого здоровья, поэтому он провёл военные годы вместе с небольшой группой художников, оставшихся в Париже. Пикассо, Хуан Грис, Хаим Сутин и Моисей Кислинг были в те годы завсегдатаями кафе «Ротонда» на Монпарнасе. Призванный в армию Поль Александр расторгнул контракт с художником, и новым покровителем Модильяни становится владелец художественной галереи и коллекционер Поль Гийом, который выставлял работы художника в своей галерее.
В июне 1914 года Модильяни познакомился с талантливой и эксцентричной англичанкой Беатрис Гастингс, которая уже успела попробовать себя на поприще цирковой артистки, журналиста, поэтессы, путешественника и искусствоведа. Беатрис стала спутницей Амедео, его музой и излюбленной моделью — он посвятил ей 14 портретов. Связь с Беатрис продлилась более двух лет. Поэтесса работала в Париже обозревателем английской газеты The New Age и описывала общественную жизнь города. Помимо прочего она написала в газете об употреблении Модильяни и его друзьями Морисом Утрилло и Хаимом Сутиным алкоголя и гашиша. Тема употребления наркотиков художниками была подхвачена прессой.

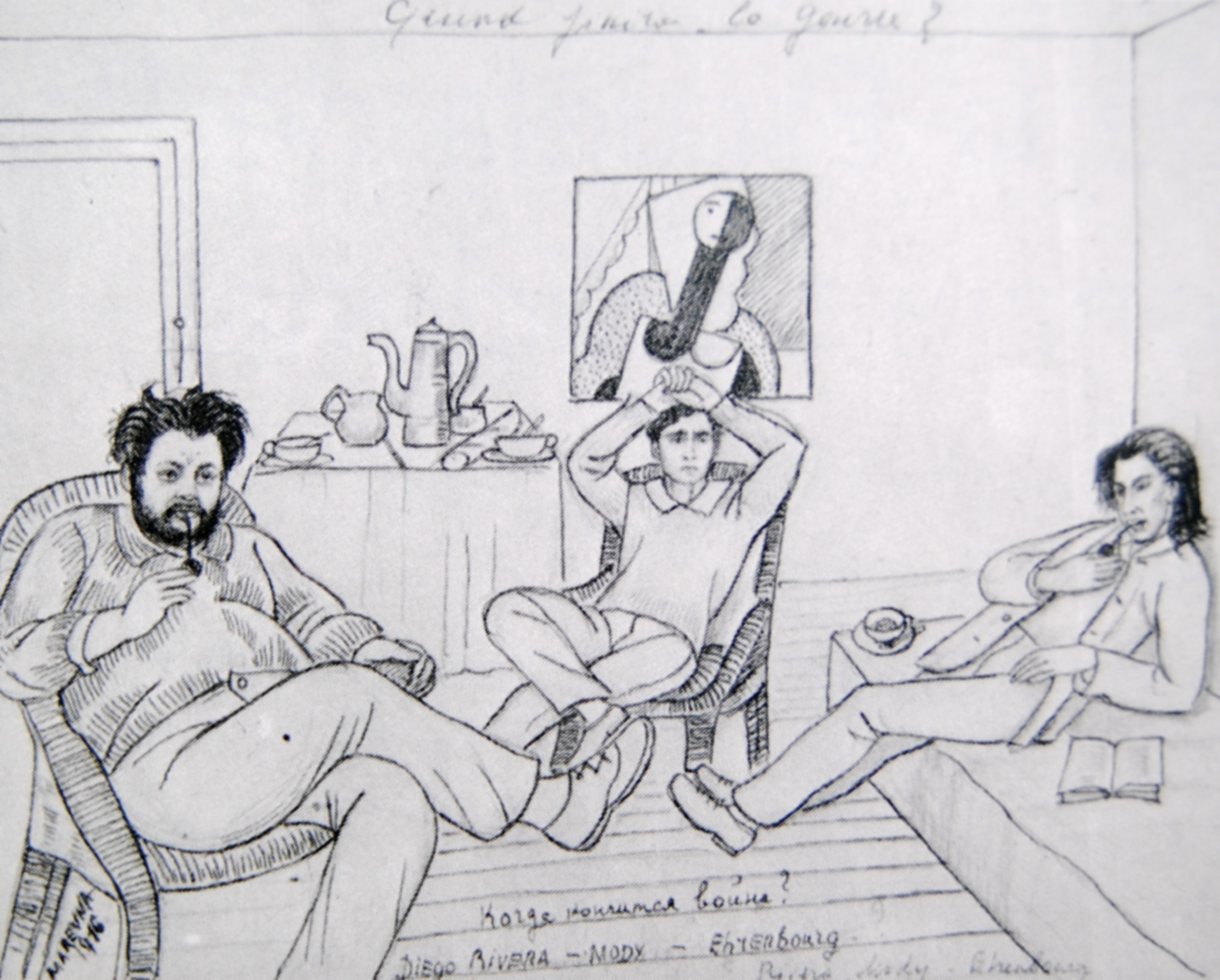
Когда кончится война?
Рисунок Маревны, 1916, Париж.
Слева направо — Ривера, Модильяни, Эренбург

В 1915 году Модильяни переехал вместе с Беатрис на улицу Норвейн на Монмартре, где он написал портреты своих друзей Пикассо, Сутина, Жака Липшица и прочих знаменитостей того времени. Именно портреты сделали Модильяни одной из центральных фигур парижской богемы.
Через Моисея Кислинга Амедео Модильяни познакомился с польским поэтом Леопольдом Зборовским, который вместе с женой Анной (Ханкой) взял художника под покровительство. «Збо» поселил подопечного в своей квартире, выделял ему деньги на карманные расходы и оплачивал расходные материалы.
По заказу Зборовского в период 1916—1917 годов были написаны около 30 полотен в жанре ню. 3 декабря 1917 года была открыта выставка работ Модильяни в галерее Берты Вейль. Галерея располагалась напротив полицейского участка, и стражи закона, возмущенные видом выставленных ню Модильяни, заставили последнего закрыть экспозицию всего через несколько часов после открытия.

### Южная Франция — Париж

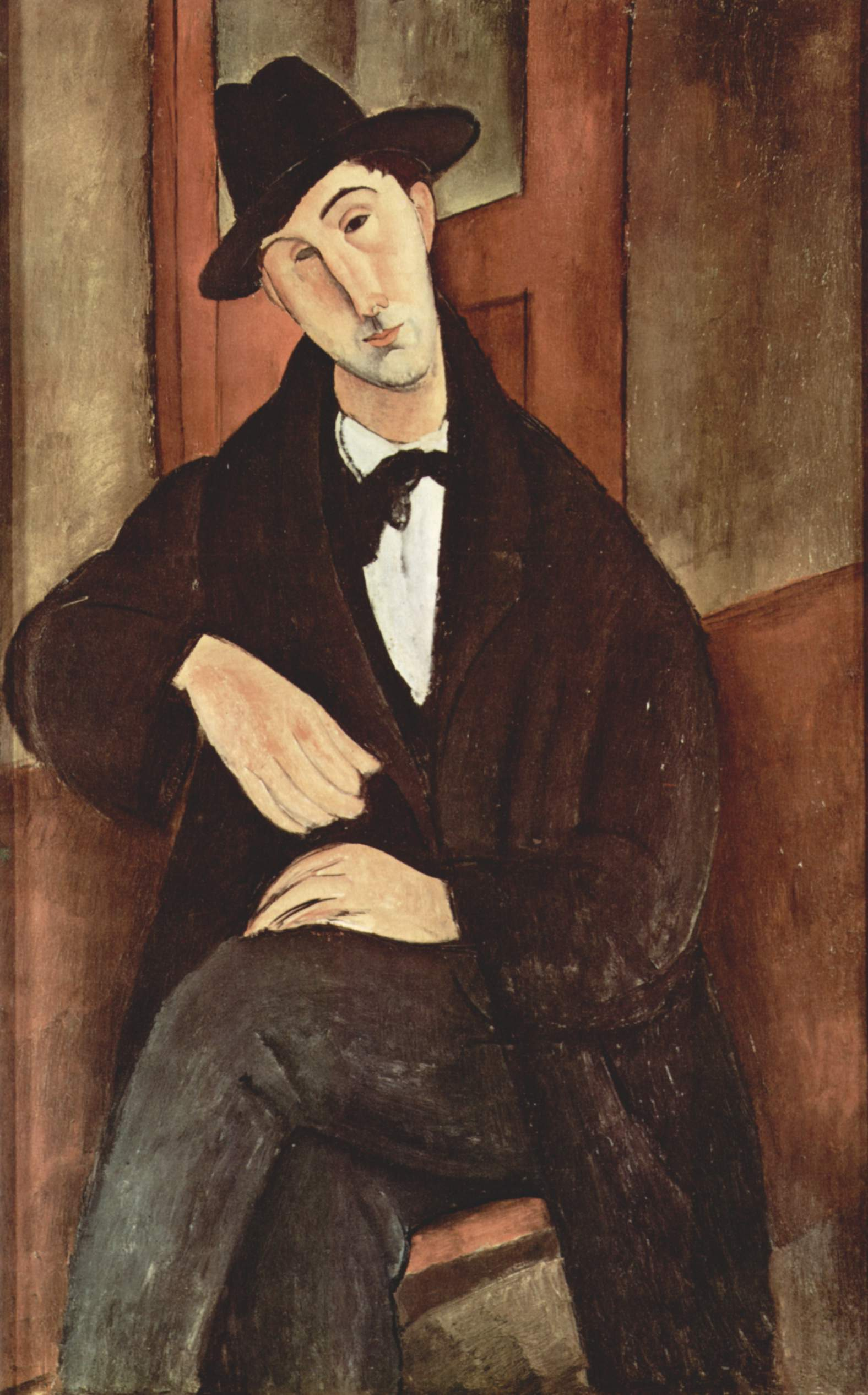
Последняя работа Модильяни: Портрет Мариоса Варвоглиса.

В апреле 1917 года 32-летний Модильяни встретил 19-летнюю Жанну Эбютерн, студентку Академии Коларосси. Жанна стала основной моделью художника — Модильяни изобразил её на полотнах не менее 25 раз.
Через некоторое время молодые люди начали жить совместно, а в 1918 году вместе с супругами Зборовскими и Хаимом Сутиным покинули Париж из-за угрозы вторжения немецких войск, отправившись на юг Франции. В этот период Модильяни вернулся к жанру портрета, готовые полотна он отправлял на продажу в Париж.
О жизни Модильяни в этот период известно немногое: вначале компания жила в Кань-сюр-Мер, затем переехала в Ниццу. 29 ноября 1918 года на свет появилась дочь Модильяни и Эбютерн, которую — в честь матери — назвали Жанной.
Благодаря Зборовскому, работы Модильяни были выставлены в Лондоне и получили восхищённые отклики. В мае 1919 года художник вернулся в Париж, где принял участие в Осеннем салоне. Узнав о повторной беременности Жанны, пара решила обручиться, однако свадьба так и не состоялась из-за обострившегося у Модильяни туберкулёза в конце 1919 года.
Модильяни скончался 24 января 1920 года от туберкулёзного менингита в одной из парижских клиник. Днём позже, 25 января, покончила жизнь самоубийством Жанна Эбютерн, находившаяся на 9-м месяце беременности. Амедео был похоронен в скромной могиле без памятника на еврейском участке кладбища Пер-Лашез; в 1930 году, через 10 лет после гибели Жанны, её останки были захоронены в соседней могиле. Их ребёнка удочерила сестра Модильяни.

## Творчество

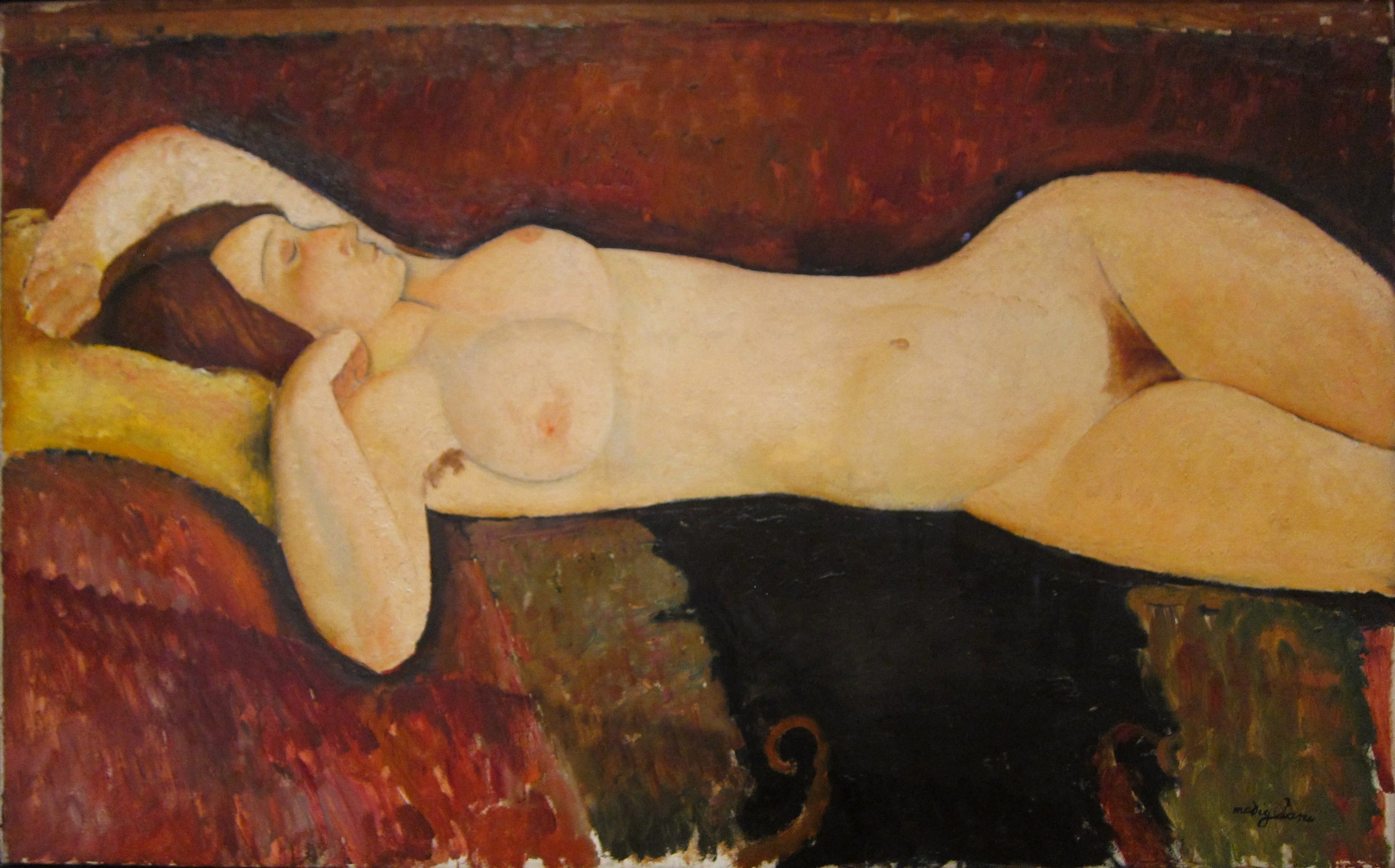
Модильяни. Лё гран ню. 1919. Музей современного искусства, Нью-Йорк

Направление, в котором работал Модильяни, традиционно относят к экспрессионизму. Однако, в этом вопросе не всё так однозначно. Не зря Амедео называют художником парижской школы — за время проживания в Париже он испытал влияние различных мэтров изобразительного искусства: Тулуз-Лотрека, Сезанна, Пикассо, Ренуара. В его творчестве присутствуют отголоски примитивизма и абстракции. Скульптурные студии Модильяни явно показывают влияние модной в то время африканской пластики на его творчество. Собственно экспрессионизм в творчестве Модильяни проявляется в выразительной чувственности его картин, в большой их эмоциональности.

### Ню
Амедео Модильяни по праву считается певцом красоты обнажённого женского тела. Он одним из первых начал изображать ню более реалистично в эмоциональном плане. Именно это обстоятельство в своё время привело к молниеносному закрытию его первой персональной выставки в Париже. Обнажённая натура в творчестве Модильяни — это не абстрактные, рафинированные образы, а реальные портретные изображения. Техника и тёплая световая гамма в картинах Модильяни «оживляет» его полотна. Картины Амедео, выполненные в жанре ню, считаются жемчужиной его творческого наследия.

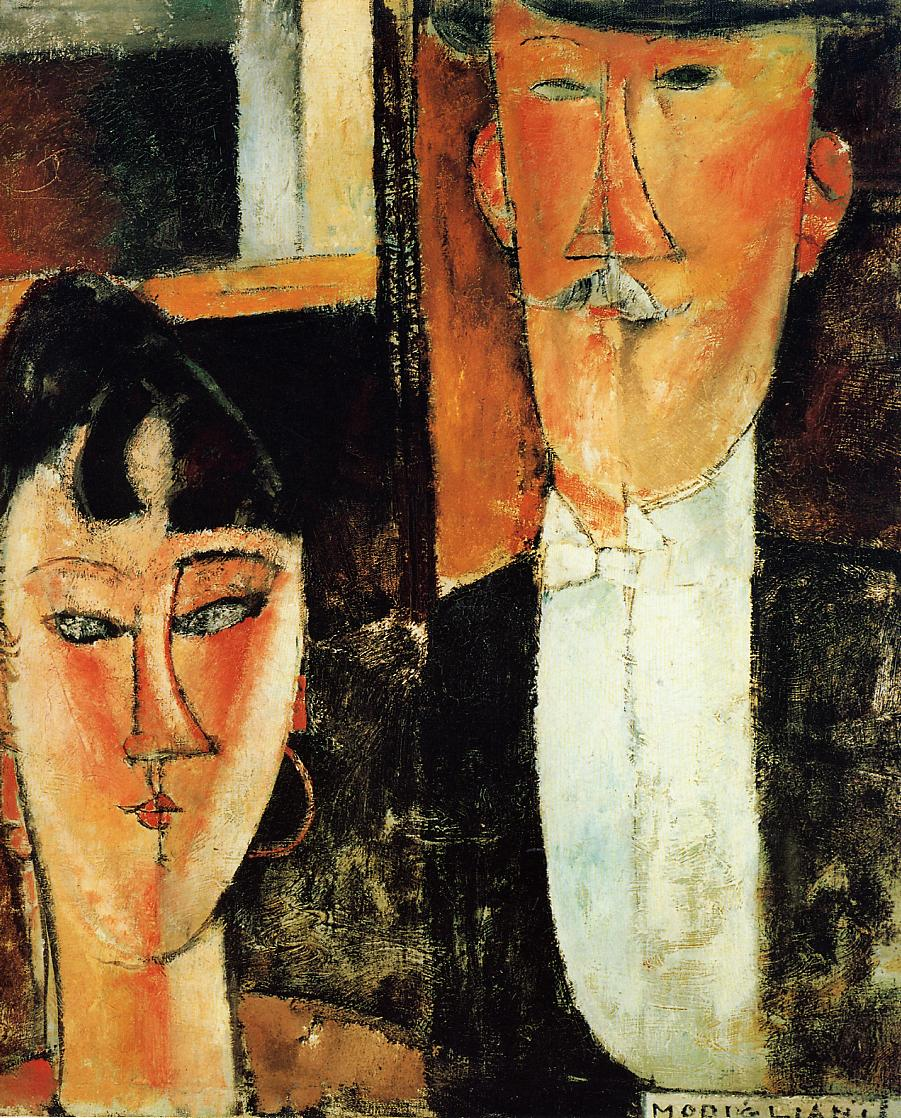
Невеста и жених, ок. 1915—1916
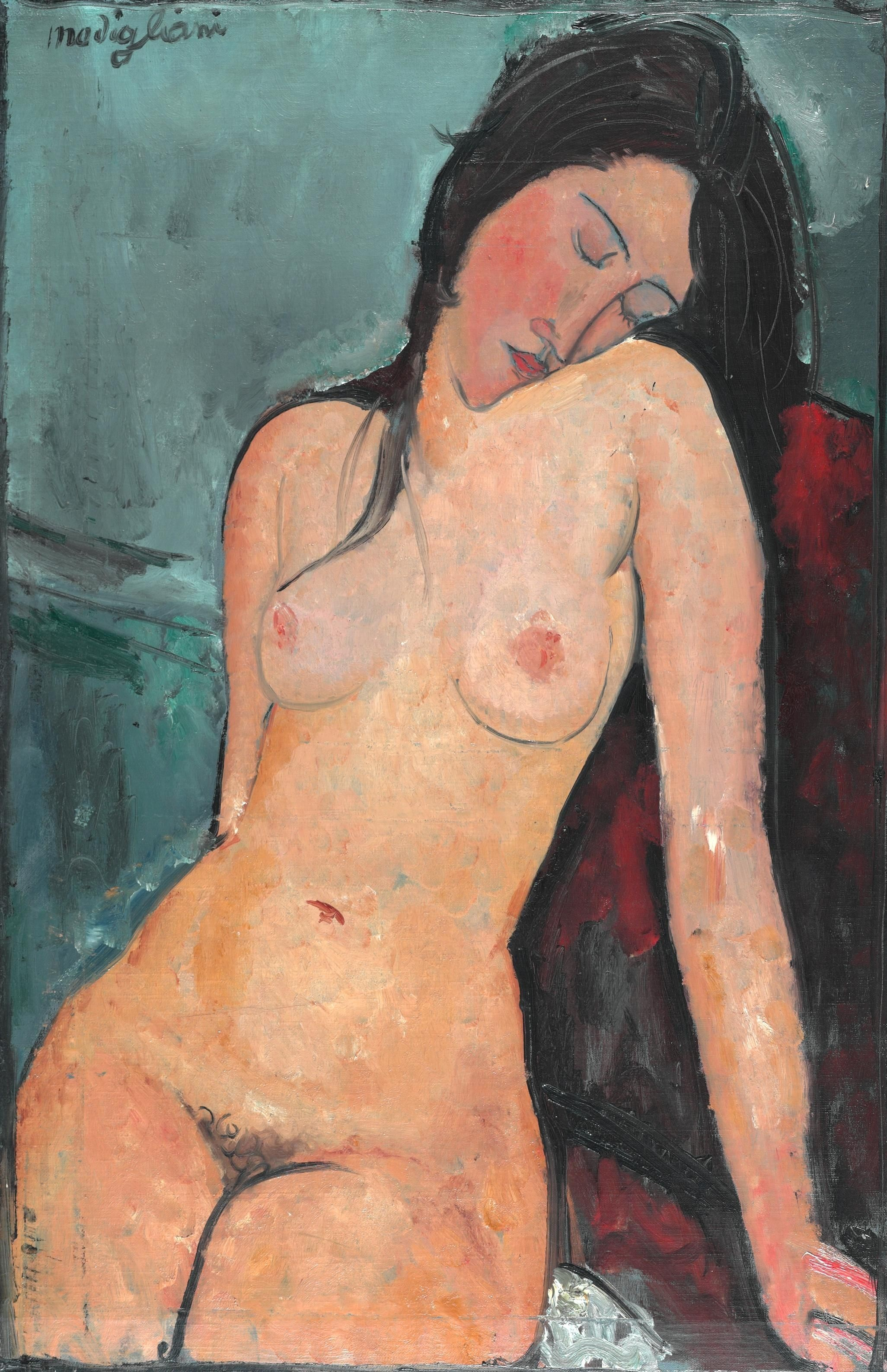
Сидящая обнажённая, 1916
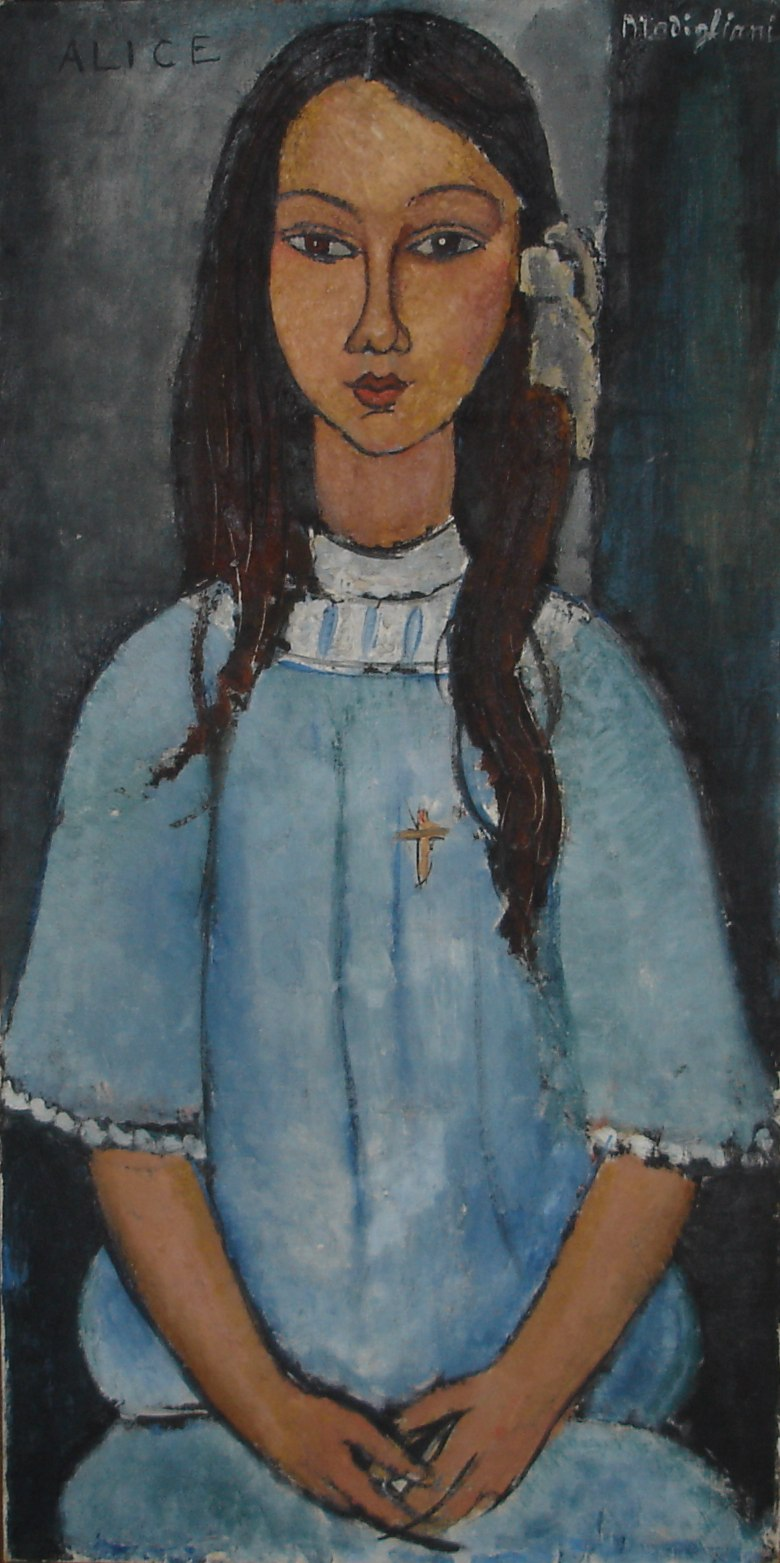
Алиса, 1918
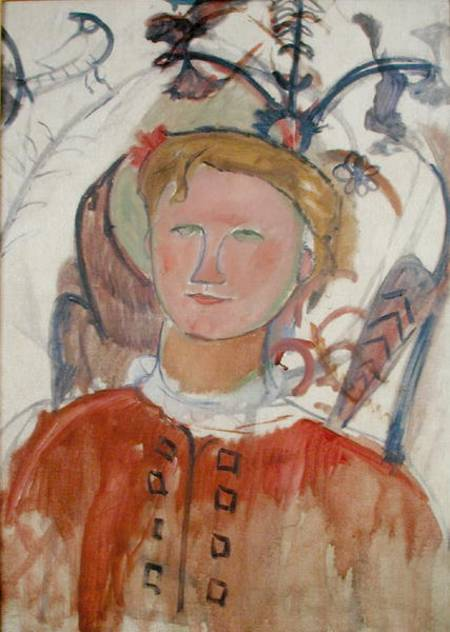
Портрет Марии Васильевой, 1918

## Отображение в кинематографе
- 1957 — «Монпарнас, 19» («Любовники Монпарнаса») Жака Беккера. Жерар Филип в главной роли.
- 1989 — «Моди[итал.]» Франко Броджи Тавиани[итал.]. Ришар Берри в заглавной роли.
- 2004 — «Модильяни» Мика Дэвиса. Энди Гарсиа в заглавной роли.
- 2024 — «Моди: Три дня на крыльях безумия» (режиссёр Джонни Депп). Риккардо Скамарчо в заглавной роли.